# Wietse van Alten
Wietse van Alten är en nederländersk bågskytt, som är född den 24 september 1978. Han tog brons vid olympiska sommarspelen 2000 i Sydney.